# Borgeby landskommun
Borgeby landskommun var en tidigare kommun i dåvarande Malmöhus län.

## Administrativ historik
Kommunen bildades i Borgeby socken i Torna härad i Skåne när 1862 års kommunalförordningar trädde i kraft. 
Vid kommunreformen 1952 uppgick kommunen i Flädie landskommun som 1963 uppgick i Lomma köping som 1971 ombildades till Lomma kommun.

## Politik

### Mandatfördelning i Borgeby landskommun 1942-1946
| 6 | 5 | 4 |

| 14 |

| 7 | 8 |

| 15 |